# Савонлинна (аэропорт)
Аэропорт Савонлинна (ИАТА: SVL, ИКАО: EFSA) расположен в Савонлинна, Финляндия. Аэропорт находится примерно в 15 км к северу от центра города Савонлинна вдоль дороги Энонкоскентие. Имеет одну асфальтовую взлётно-посадочную полосу и два выхода для пассажиров, один с залом ожидания, в котором можно сидеть. Есть также небольшой кафетерий. Самое напряжённое время — Оперный фестиваль, когда резко увеличивается число чартерных и регулярных рейсов.

## Авиакомпании и направления
Эта компания давно не существует

## Статистика
| Год  | Внутренние направления | Международные направления | Всего пассажиров | Изменение |
| ---- | ---------------------- | ------------------------- | ---------------- | --------- |
| 2005 | 19,145                 | 2,199                     | 21,344           | −32.1% ▼  |
| 2006 | 21,305                 | 2,424                     | 23,729           | +11.2% ▲  |
| 2007 | 17,558                 | 1,774                     | 19,332           | −18.5% ▼  |
| 2008 | 12,425                 | 2,781                     | 15,206           | −21.3% ▼  |
| 2009 | 14,630                 | 3,179                     | 17,809           | +17.1% ▲  |
| 2010 | 13,007                 | 2,892                     | 15,899           | −10.7% ▼  |
| 2011 | 12,002                 | 2,173                     | 14,175           | −10.8% ▼  |